# Geobra Brandstätter
Geobra Brandstätter Gmbh & Co. é uma fabricante de brinquedos de origem alemã com sede na cidade de Zirndorf. Seu principal produto mundial foi o Playmobil criado por Hans Beck. 
O Playmobil foi lançado em 1974 e foi licenciado para diversos países, produzido e comercializado por diversos representantes. No Brasil, a empresa que o produziu nas décadas de 1980 e 1990 foi a Estrela. Em 2005, a empresa catarinense Calesita ficou responsável pela distribuição no Brasil, mas os brinquedos eram importados da Argentina . A empresa tem empresas na Alemanha, Espanha e República Checa, filiais em 12 países e distribuidores em mais de 40 países. 
A empresa é dirigida por seu único proprietário, Horst Brandstätter. 
Ainda é produzido pela Geobra em Zirndorf, no estado alemão da Baviera. 